# Gras-Laichkraut
Das Gras-Laichkraut, auch Grasartiges Laichkraut oder Grasblättriges Laichkraut genannt (Potamogeton gramineus) ist eine Pflanzenart aus der Gattung Laichkräuter (Potamogeton) innerhalb der Familie der Laichkrautgewächse (Potamogetonaceae).

## Beschreibung

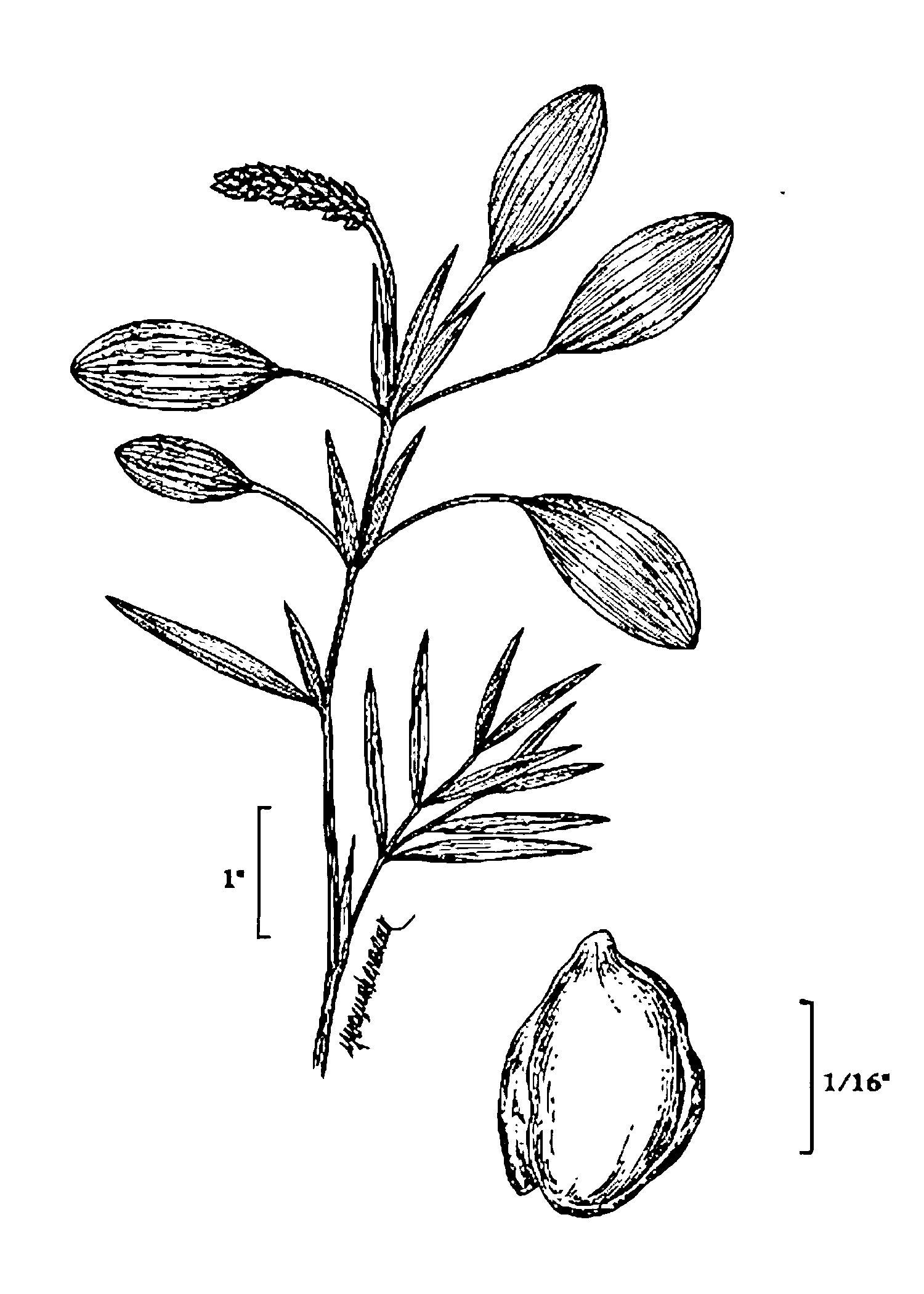
Illustration

Das Gras-Laichkraut ist eine ausdauernde krautige Pflanze. Sie bildet ein 1 bis 2 Millimeter dickes, weißes, verzweigtes und an der Spitze häufig knollig angeschwollenes Rhizom. Der Stängel ist stark verzweigt. 
Das Gras-Laichkraut ist sehr formenreich in Bezug auf ihre Blattmerkmale, es liegt Heterophyllie vor. Es gibt drei Erscheinungsformen: Nur mit Schwimmblättern, nur mit Wasserblättern oder mit Schwimm- und Wasserblättern. Auch Landformen sind relativ häufig. Die Schwimmblätter sind ledrig, oft rosettig angeordnet und rund bis elliptisch-eiförmig. Die Wasserblätter sind sitzend, durchscheinend, spitz, 2 bis 6 Zentimeter lang und 8 Millimeter breit, lineal-lanzettlich, oft sichelförmig gebogen, mit einem Mittelstreifennetz versehen und am Grund verschmälert.
Die Blütezeit des Gras-Laichkrauts reicht von Juni bis August. Der Ährenstiel ist in der oberen Hälfte verdickt, reichblütig und fruchtend.
Die Früchte sind olivbraun, 1,5 bis 1,5 Millimeter lang und 1,5 bis 2 Millimeter breit.
Die Chromosomenzahl beträgt 2n = 52.

## Vorkommen
Das Gras-Laichkraut kommt in den gemäßigten Zonen der Nordhalbkugel weitverbreitet vor.
Das Gras-Laichkraut ist überall in Mitteleuropa selten, und es hat durch die Meliorierung von Moorgebieten, durch die gesteigerte Mineraldüngung, die dadurch mögliche Auswaschung von Nährsalzen aus Ackerflächen und das anschließende Einspülen in seine Wohngewässer im 20. Jahrhundert zahlreiche seiner vordem bekannten Standorte verloren.
Das Gras-Laichkraut gedeiht nur in sauberen, kalkarmen, aber nährstoffreichen Gewässern. Das Gras-Laichkraut gedeiht in Mitteleuropa am häufigsten in Teichen,  nur selten in Bächen, Gräben oder in Torfstichen, es liebt Sommerwärme und steigt in alpinen Gewässern daher kaum über Höhenlagen von 1500 Metern hinauf. Es ist eine Charakterart des Potamogetonetum panormitano-graminei aus dem Verband Potamogetonion. Es gedeiht in Wassertiefen von 20–300 Zentimetern. In der Landform kommt es auch in Gesellschaften der Ordnung Littorelletalia vor.